# Red Rest and Red Roost Cottages
Red Rest and Red Roost Cottages  es un edificio histórico ubicado en La Jolla, California.  Red Rest and Red Roost Cottages se encuentra inscrito  en el Registro Nacional de Lugares Históricos desde el 15 de marzo de 1976. 

## Ubicación
Red Rest and Red Roost Cottages se encuentra dentro del condado de San Diego en las coordenadas 32°50′59″N 117°16′18″O / 32.849722, -117.271667.